# Salvadoraans honkbalteam

Vlag van El Salvador.

Het Salvadoraanse honkbalteam is het nationale honkbalteam van El Salvador. Het team vertegenwoordigt El Salvador tijdens internationale wedstrijden. Het Salvadoraanse honkbalteam hoort bij de Pan-Amerikaanse Honkbal Confederatie (COPABE). 

## Wereldkampioenschappen
El Salvador nam 11x deel aan de wereldkampioenschappen honkbal. De vijfde plaats in de eindrangschikking van 1945 was de hoogste klassering.
| Editie    | 1941 | 1945 | 1947 | 1948 | 1950 | 1951 | 1952 | 1953 | 1961 | 1965 | 1972 |
| Prestatie | 9e   | 5e   | 7e   | 8e   | 9e   | 11e  | 10e  | 11e  | 10e  | 9e   | 14e  |